# Selbstjustiz
Als Selbstjustiz (oder Eigenjustiz) bezeichnet man die gesetzlich nicht zulässige Vergeltung für erlittenes bzw. vermeintlich erlittenes Unrecht, die ein Betroffener im eigenen Namen selbst übt.

## Abgrenzung
Nicht unter die Definition der Selbstjustiz fallen solche Handlungen, die von der Rechtsordnung nach den Grundsätzen der Selbsthilfe, der Notwehr oder zur Abwendung eines Notstandes gedeckt sind. Ebenso wenig wird der Begriff der Selbstjustiz auf Handlungsformen im Rahmen eines zulässigen Widerstands zur Verteidigung der Rechtsordnung gebraucht, etwa gemäß Art. 20 Abs. 4 GG.
Selbstjustiz ist eine Form des Vigilantismus. Im Gegensatz zu selbsternannten „Bürgerwehren“, die das Gesetz präventiv „in die eigenen Hände nehmen“, ist die Selbstjustiz einzelfallbezogen und wird von dem Betroffenen selbst ausgeübt.
Zur Rechtfertigung für einen Akt der Selbstjustiz wird meist angeführt, die staatliche Justiz versage. Sie sei unfähig oder auch unwillig, gegen die als Unrecht empfundene Handlung vorzugehen.
Die Selbstjustiz missachtet das Gewaltmonopol des Staates und ist deshalb strafbar.

## Bekannte Beispiele
- Marianne Bachmeier erschoss 1981 den mutmaßlichen Mörder ihrer Tochter im Gerichtssaal.
- Gary Plauché erschoss 1984 Jeff Doucet, der zuvor Plauches elfjährigen Sohn entführte und mehrfach vergewaltigt hatte.
- Der bei der Flugzeugkollision von Überlingen 2002 dienstleitende Fluglotse Peter Nielsen wurde von Witali Konstantinowitsch Kalojew erstochen, dessen Frau und zwei Kinder bei der Kollision ums Leben gekommen waren.
- André Bamberski, der Vater der 1982 getöteten Kalinka Bamberski ließ den mutmaßlichen Täter Dieter Krombach 2009 nach Frankreich verschleppen, da deutsche Behörden ein Gerichtsverfahren abgelehnt hatten. In Frankreich wurde Krombach zu 15 Jahren Haft verurteilt.

## Selbstjustiz in Kunst und Literatur
Seit 200 Jahren gehört die Novelle Michael Kohlhaas von Heinrich von Kleist zur Weltliteratur.
Medien, in denen Selbstjustiz als einzig bewährtes Mittel zur Durchsetzung der vermeintlichen Gerechtigkeit nahegelegt wird, sind geeignet, die Entwicklung von Kindern oder Jugendlichen oder ihre Erziehung zu einer eigenverantwortlichen und gemeinschaftsfähigen Persönlichkeit zu gefährden und deshalb von der Bundesprüfstelle für jugendgefährdende Medien in eine Liste jugendgefährdender Medien aufzunehmen (§ 18 Jugendschutzgesetz).